# Harpago rugosa
Harpago rugosa is een slakkensoort uit de familie van de Strombidae. De wetenschappelijke naam van de soort is voor het eerst geldig gepubliceerd in 1842 door G.B. Sowerby II.